# Dwie Joasie
Dwie Joasie – polski film komediowy z 1935 roku w reżyserii Mieczysława Krawicza.
W głównej roli wystąpiła Jadwiga Smosarska, największa gwiazda polskiego kina w okresie dwudziestolecia międzywojennego.

## Fabuła
Joasia to sumienna, skromna maszynistka. Jest młodą i atrakcyjną kobietą, co wywołuje niechciane przez nią zaloty jej szefów, które powodują porzucanie przez nią kolejnych posad. Zdesperowana zmienia swój wygląd i podejmuje następną pracę jako brzydula. Tam jednak role odwracają się i to Joasia zakochuje się w swoim pracodawcy, mecenasie Rostalskim.

## Obsada
- Jadwiga Smosarska - Joasia
- Franciszek Brodniewicz - mecenas Robert Rostalski
- Ina Benita - Flora, partnerka mecenasa
- Lucyna Szczepańska - Klimcia, przyjaciółka Joasi
- Michał Znicz - Hilary Licherkiewicz, pracownik kancelarii mecenasa Rostalskiego
- Wojciech Ruszkowski - Michał Grubski, przyjaciel Rostalskiego
- Władysław Grabowski - krawiec Anzelm
- Aleksander Zelwerowicz - Kowalski
- Janina Janecka - Kowalska
- Ludwik Fritsche - książę
- Zofia Czaplińska - Janowa
- Tadeusz Fijewski - goniec Antoś
- Aleksander Suchcicki - fordanser Rene
- Adam Aston
- Aleksander Bogusiński - członek jury na balu mody
- Loda Niemirzanka - kandydatka do posady maszynistki
- Zbigniew Borkowski
- Józef Cornobis
- Roman Dereń
- Halina Doree
- Rena Hryniewiczówna
- Jula Kraszewska
- Zofia Kajzerówna
- Witold Kuncewicz